# Makron (malarz)

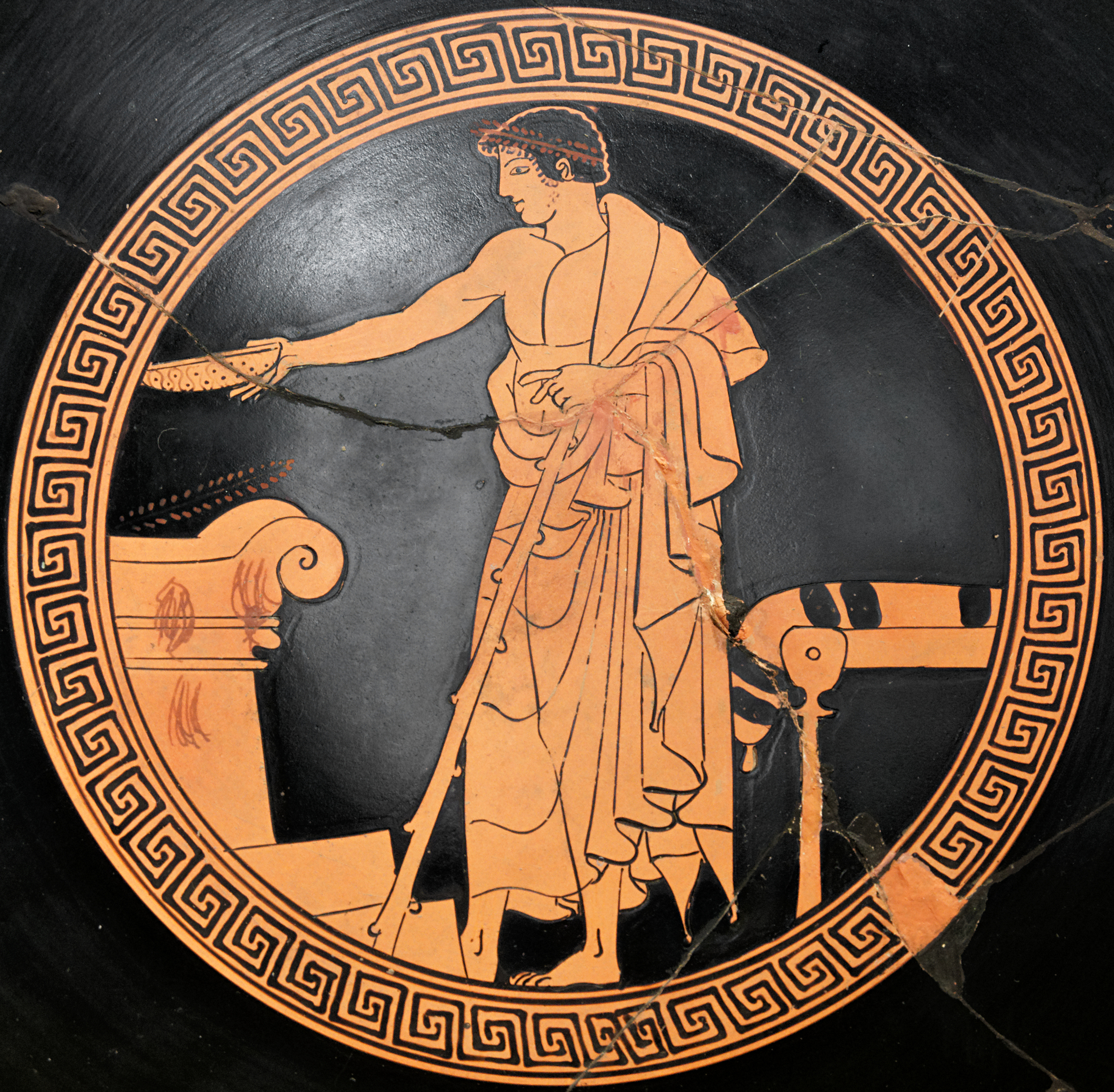
Scena libacji (wnętrze kyliksu)

Makron (Μάκρων) – ateński malarz ceramiczny działający na przełomie VI i V wieku p.n.e., tworzący w stylu czerwonofigurowym.
Uważany za jednego z najwybitniejszych twórców wczesnej fazy techniki czerwonofigurowej – tzw. stylu surowego. Specjalizował się głównie w dekorowaniu kyliksów, których przypisuje mu się ponad 250. Współpracował z garncarzem Hieronem, którego sygnatury odkryto na ponad 30 zdobionych przez niego dziełach. 
W jego twórczości przeważa tematyka dionizyjska (zwłaszcza korowody tańczących menad i sceny uczt), lecz przedstawiał także ruchliwe, swobodne sceny z życia codziennego (biesiadne, z udziałem kurtyzan). Sięgał również do tematyki mitologicznej (wojna trojańska, mity o Tezeuszu i Heraklesie). Jego prace charakteryzują się łagodnym nastrojem oraz eleganckim ujęciem postaci ze zręcznym wkomponowaniem sceny w kształt naczynia, szczególnie widocznym w zdobieniu kyliksów. Wyróżniają się one mistrzostwem rysunku, zwłaszcza w oddaniu szat kobiecych – rozwianych i wzdymanych powietrzem, cienkich aż do prześwitywania zarysu aktu kobiecego. 